# Türkizkék-kék koalíció
Türkizkék-kék koalíció (németül: Türkis-blaue Koalition), régi nevén Fekete-kék koalíció (németül: Schwarz-blaue Koalition) az Osztrák Néppárt (ÖVP) és az Osztrák Szabadságpárt (FPÖ) 2017 decemberében kötött politikai pártkoalíciója, amely bizonyos értelemben a korábbi, fekete-kéknek nevezett koalíciós együttműködés egyfajta újraéledése, ugyanakkor sok szempontból – az ÖVP-t gyökeresen átalakító, többek között a párt logóját és színét megújító pártelnök, Sebastian Kurz tevékenysége miatt – újsütetű, politikailag a korábbiaktól eltérő együttműködés volt.

## Története
Türkizkék-kék koalíció 2017-ben jött létre, miután az Osztrák Néppárt, az ÖVP (immár a színét a korábbi feketéről türkizre változtatva) és az Osztrák Szabadságpárt (FPÖ) politikusai koalíciót kötöttek, miután egyikük sem szerzett többséget az osztrák parlamentben. A pártok vezetői, Sebastian Kurz (ÖVP) és Heinz-Christian Strache (FPÖ) úgy egyeztek meg, hogy Kurz Ausztria kancellárja lett, és Strache pedig az alkancellári pozíciót kapta meg.
A koalíció viszonylag sikeresen kormányzott, amíg a Strachéról készített, ún. „Ibiza-videó”  szélesebb körben nyilvánosságra nem került, melyben italozgatás közben egy állítólagosan gazdag orosz nőnek tett különféle ígéreteket illegális üzletkötésekkel kapcsolatban még a koalíciókötés előtt. Ennek kapcsán Strache ellehetetlenült, és kénytelen volt lemondani, ami rövid huzavona után végül az egész kormány lemondásával, és így türkizkék-kék koalíció felbomlásával járt. A 2019-es előrehozott választásokig ügyvezető kormány vette át kormányzást.